# Scena galante

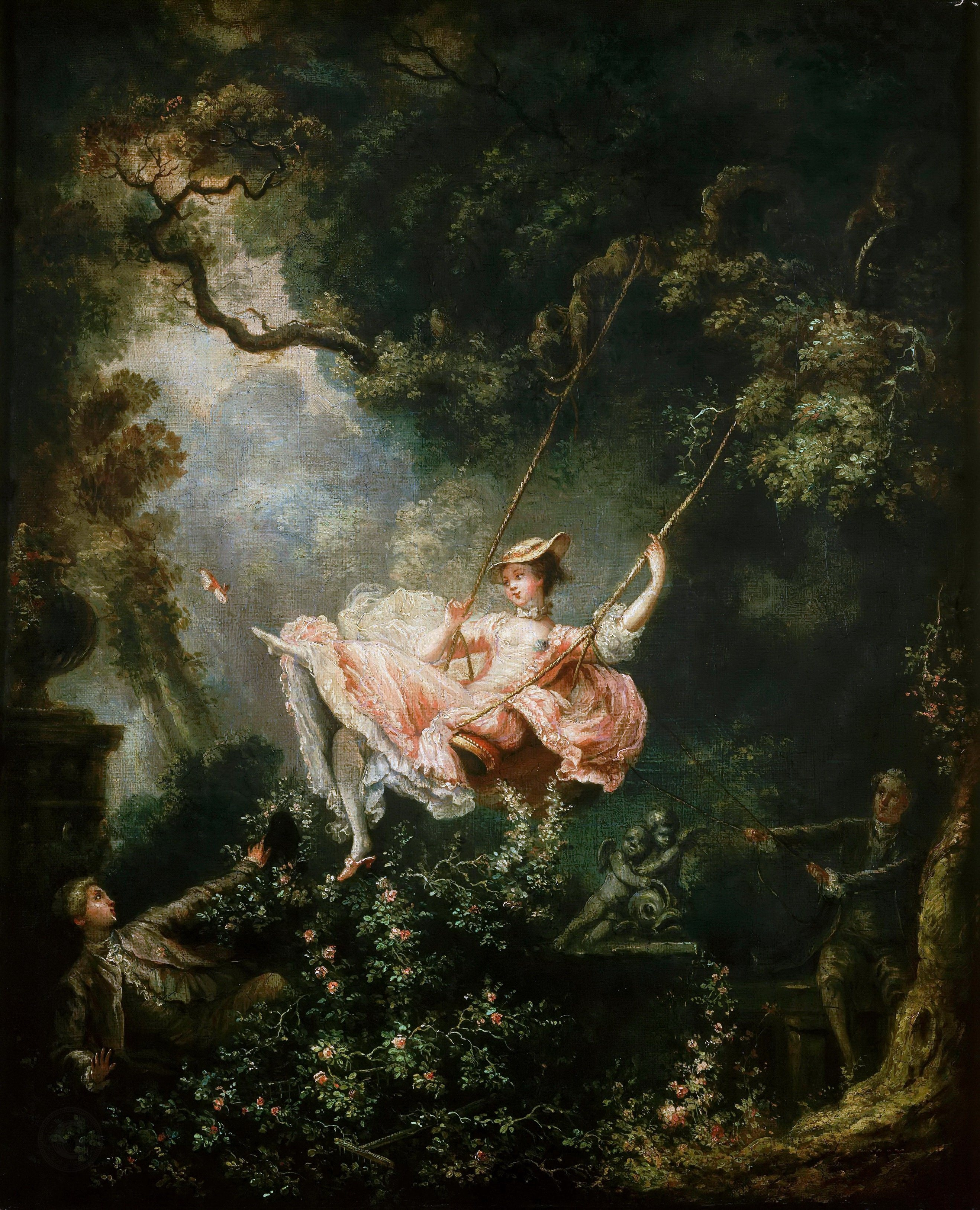
"I fortunati casi dell'altalena", di Jean-Honoré Fragonard, esempio di scena galante

La scena galante è stato un genere pittorico che ebbe origine alla fine del '600 e si sviluppò in Francia per tutto il secolo seguente. Era la versione aristocratica della scena di genere, e rappresentava principalmente donne intente alla toeletta o a riti edonistici, e ben riflette il carattere smaliziato e mondano dell'aristocrazia del tempo. Importanti esponenti di questo genere pittorico furono Jean-Antoine Watteau (1684-1721), che ne fu il precursore, François Boucher (1703-1770) e Jean-Honoré Fragonard (1732-1776).
Questa corrente era radicalmente opposta all' imponente e solenne classicismo del secolo precedente, e voleva comunicare un senso indiscutibile di voluttà, frivolezza e ineluttabile decadenza, in una sorta di paradiso perduto.  Ormai la nobiltà, esautorata da tempo del potere, con le sue feste sfarzose tentava invano di dimostrare la propria apparente ricchezza in questi quadri. Questa corrente di pittura venne spazzata via dagli eventi che seguirono la Rivoluzione Francese.